# إيدا آدامز
إيدا آدامز (بالإنجليزية: Ida Adams)‏ هي مغنية وممثلة أمريكية، ولدت في 1888 في الولايات المتحدة، وتوفيت في 4 نوفمبر 1960.

## وصلات خارجية
- إيدا آدامز على موقع قاعدة بيانات برودواي على الإنترنت (الإنجليزية)
- إيدا آدامز على موقع قاعدة بيانات برودواي على الإنترنت (الإنجليزية)